# Kirche des Sergius von Radonesch (Bad Kissingen)

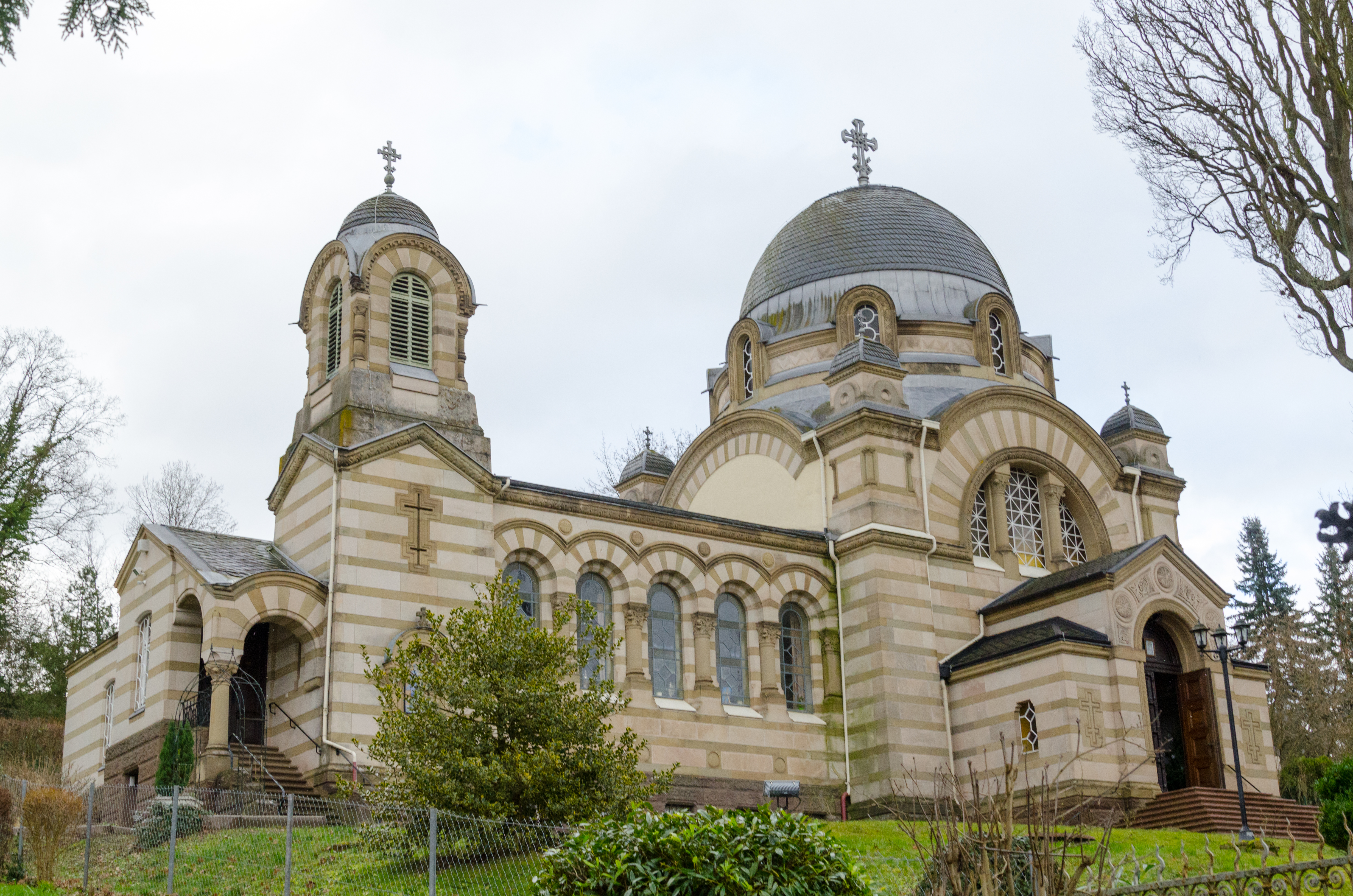
Die Kirche des Sergius von Radonesch

Die Kirche des Sergius von Radonesch ist eine russisch-orthodoxe Kirche in Bad Kissingen, der Großen Kreisstadt des unterfränkischen Landkreises Bad Kissingen (Adresse: Salinenstraße 20).

## Geschichte

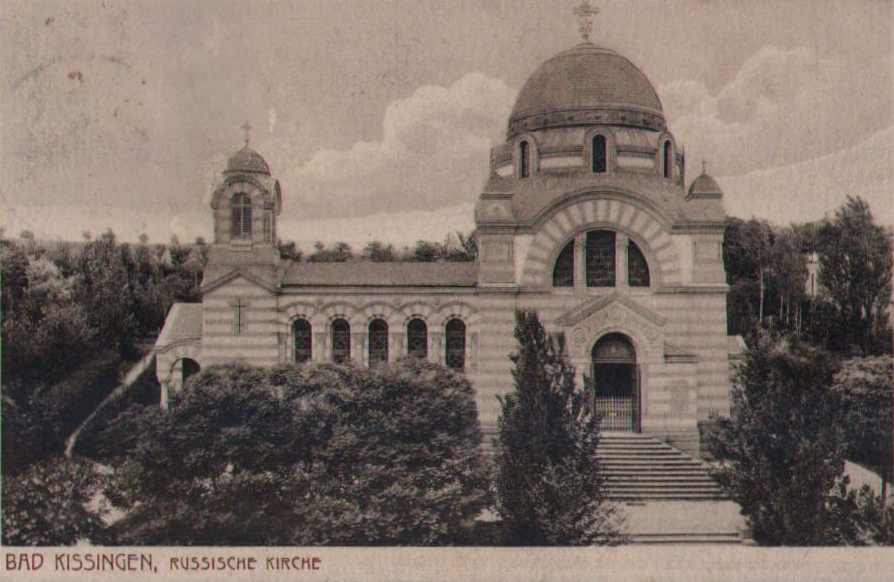
Russische Kirche Bad Kissingen, 1910

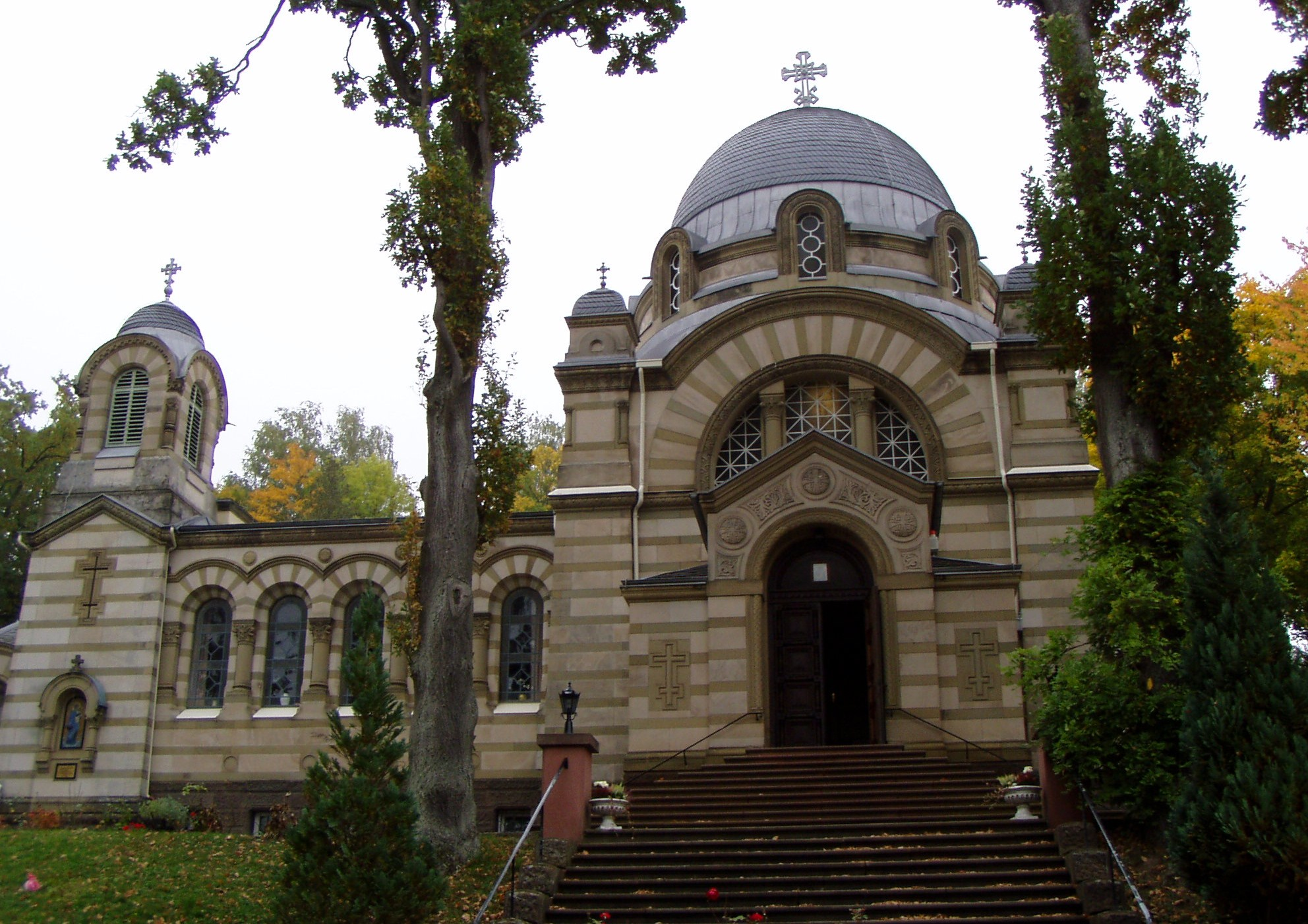
Russische Kirche Bad Kissingen, 2008

Bereits 1856 plante man Zar Alexander II. anlässlich seines Besuches in Bad Kissingen ein Grundstück zum Bau einer russisch-orthodoxen Kirche zu schenken. Diese Pläne scheiterten jedoch, als der geplante Besuch nicht zustande kam.
Die beiden Kuraufenthalte von Zar Alexander II. und seiner Familie in den Jahren 1864 und 1868 hatten jedoch den zunehmenden Besuch vieler Russen im damaligen Weltbad Kissingen in den darauf folgenden Jahren und Jahrzehnten zur Folge, weshalb der Bau einer russisch-orthodoxen Kirche notwendig wurde. Gefördert wurde diese Entwicklung durch den Anschluss Bad Kissingens an das Eisenbahnnetz im Jahr 1871.
Doch erst 1897 wurden unter der Leitung von Erzpriester Alexej Maltzew (1854–1915), dem Vorsteher der russischen Botschaftskirche in Berlin, Spenden zur Finanzierung eines Kirchenbaus gesammelt. Im selben Jahr erwarb man das Grundstück für 8.000 Mark; zwei Jahre später wurde das Grundstück für einen weiteren Kaufpreis von 2.400 Mark erweitert. Die Grundsteinlegung am 20. Juli 1898 und die Weihe des Kirchengebäudes am 18. Juli 1901 wurden vom Oberhaupt der Rumänischen Orthodoxen Kirche Metropolit Gheorgian und von Erzpriester Alexej Maltzew durchgeführt. Die Kirche wurde zu Ehren der Krönung Kaiser Nikolaus II. erbaut, woran eine Gedenktafel im Innenraum erinnert. Einige Angehörige des russischen Herrscherhauses besuchten die Kirche während ihrer Kuraufenthalte: 1903–11 Großfürst Pawel Alexandrowitsch mit seiner morganatischen Ehefrau Fürstin Palej und seinem Sohn Fürst Wladimir Palej, 1910–13 Großfürst Georgij Michajlowitsch, 1909 und 1913 Großfürst Michail Alexandrowitsch, 1910 Großfürstin Xenia Alexandrowna mit ihrem Ehemann Großfürst Alexander Michajlowitsch, 1933–34 Großfürst Boris Wladimirowitsch, 1945 Großfürstin Kira Kirillowna mit ihrem Ehemann Prinz Louis Ferdinand von Preußen (1907–1994), 1951 die langjährige Vorsitzende der Wladimir-Bruderschaft Fürstin Vera Konstantinowna.
Während des Ersten Weltkrieges 1914–18 war die Kirche geschlossen und stand unter Zwangsverwaltung. Im Juni 1921 zelebrierte Erzbischof Ewlogij (Georgijewskij) den ersten Gottesdienst nach der Revolution. 1944–45 war das zur Kirche gehörende Pfarrhaus überfüllt mit russischen Flüchtlingen, v. a. Priestern mit ihren Familien. Der damalige Vorsteher der Kirche, Erzpriester Alexander Bogatschew (1889–1946), selbst gezeichnet von Kriegsgefangenschaft und Gestapohaft, machte sich durch seine unermüdliche Hilfe für die Flüchtlinge einen Namen. Sein Grab befindet sich bis heute auf dem Parkfriedhof in Bad Kissingen.
Seit Mitte der 1990er Jahre ist in der Kirche wieder eine ansehnliche Gemeinde entstanden, die vor allem aus Spätaussiedlern besteht. Die Kirche untersteht in kanonischer Hinsicht der Deutschen Diözese der Russischen Orthodoxen Kirche im Ausland und ist Eigentum und Vereinssitz der Bruderschaft des heiligen Fürsten Wladimir. 2009 wurde von Kissinger Bürgern der „Förderverein Russische Kirche Bad Kissingen“ gegründet, der die Bruderschaft seitdem beim Erhalt des Gotteshauses unterstützt, etwa durch Veranstaltung von Benefizkonzerten.

## Gebäude

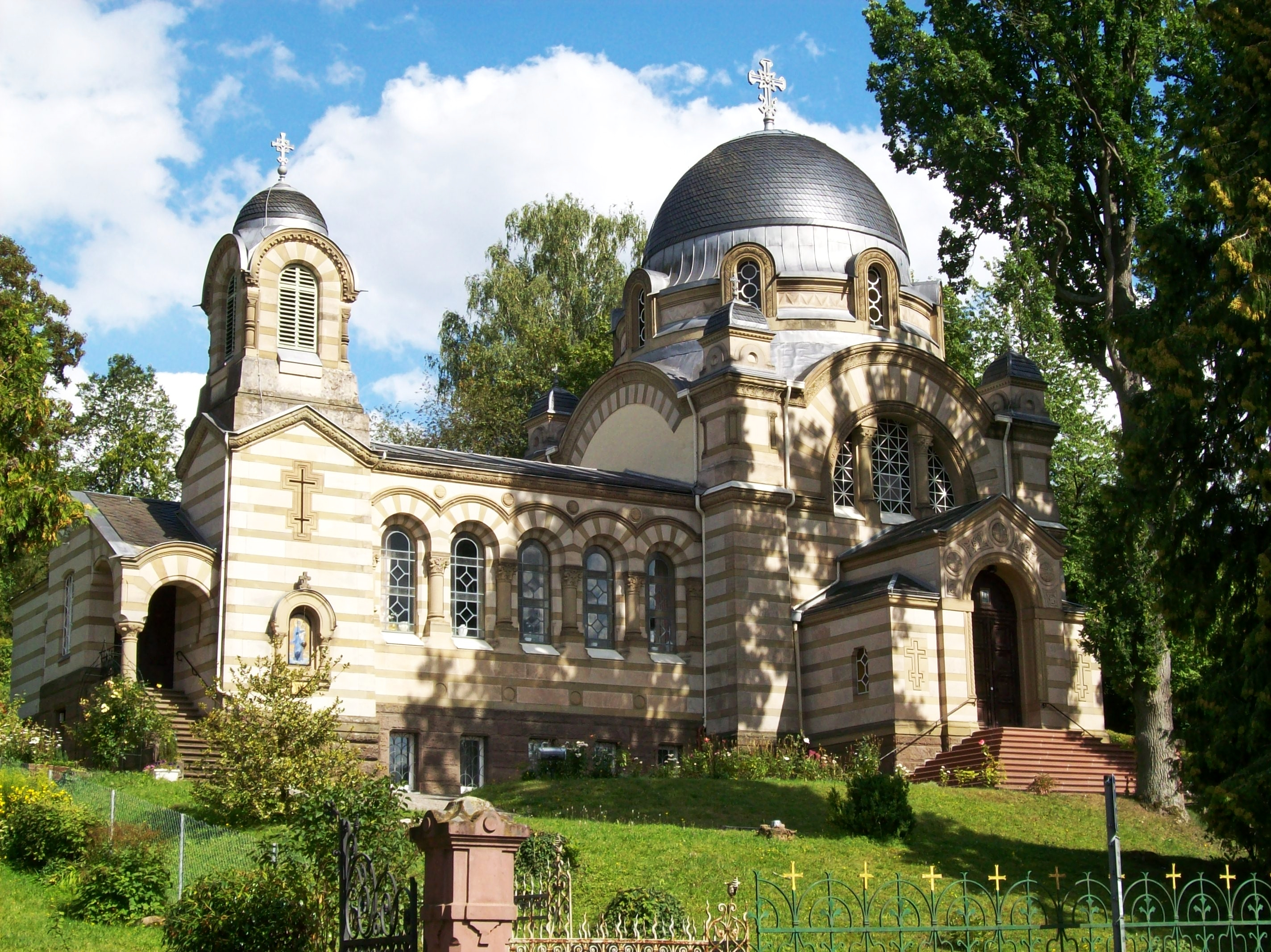
Die Kirche des Sergius von Radonesch

Die Kirche ist dem heiligen Sergius von Radonesch geweiht.
Der im neobyzantinischen Stil gestaltete Kirchenbau wurde vom Hofarchitekten Viktor Schröter (St. Petersburg) geplant und von dem Kissinger Architekten Carl Krampf errichtet. Sie ist der Kathedrale des heiligen Wladimir in Kiew nachempfunden. Auch die 1905 von den Künstlern Dimitrij Kiplik, Alexander Blasnow und Iwan Popow ausgeführte Innenausmalung folgte dem Beispiel der Arbeiten des Künstlers Wiktor Michailowitsch Wasnezow in jener Kathedrale.
In der Kirche befinden sich Ikonen und anderes Inventar aus den ehemaligen russisch-orthodoxen Hauskapellen der Bruderschaft in Bad Brückenau (1908–1920), Schweinfurt (1945–1951) und Hamburg (1901–1995).
In dem am nördlichen Teil des Gebäudes gelegenen Versammlungsraum, dem so genannten „Konversationshaus“, befindet sich ein Porträt des Architekten Viktor Schröter. In den daran anschließenden Räumen hängen Bilder zur Vita des heiligen Sergius von Radonesch.

## Vorsteher der Kirche
- Erzpriester Alexej Maltzew, 1901–1914
- Protopresbyter Terentij Teodorowitsch, 1929–1930
- Mönchspriester Andrei Lowtschij (der spätere Erzbischof Alexander), 1938–1944
- Erzpriester Alexander Bogatschew, 1944–1946
- Erzpriester Antonij Junak, 1946–1950
- Erzpriester Michail Sagorjanskij, 1951–1965
- Priester Ioann Rybtschinskij, 1965–1980
- Erzpriester Nikolai Artemoff, 1981–1996
- Erzpriester Ewstafi Strach, 1996–1998
- Priester Stefan Urbanowitsch, 1998–1999
- Priester Ioann Tscherwinski, 1999–2002
- Priester Sergij Kiselew, 2002
- Priester Alexander Zaitsev, 2002–2004
- Priester Waleri Michejew, 2004–2011
- Priester Alexej Lemmer, seit 2011 (Februar–März 2013 Priester Wladimir Kaschirin)